# The Honor of the Family
The Honor of the Family er en amerikansk stumfilm fra 1912.